# Goniocalpe subviolacea
Goniocalpe subviolacea är en fjärilsart som beskrevs av Fletcher och Pierre E.L. Viette 1955. Goniocalpe subviolacea ingår i släktet Goniocalpe och familjen trågspinnare. Inga underarter finns listade i Catalogue of Life.